# Пелег, Матан
Матан Пелег (ивр. מתן פלג‎; 11 ноября 1993, Гватемала) — гватемальский и израильский футболист, игрок сборной Гватемалы.

## Биография
Родился в Гватемале, но в возрасте двух лет был усыновлён родителями из Израиля.

### Клубная карьера
Прошёл через системы израильских клубов «Хапоэль» Бейт-Шеан, «Ирони Нешер» и «Хапоэль» Кфар-Сава. На профессиональном уровне дебютировал в 2013 году за клуб третьей израильской лиги «Ирони» Тверия, сыграв в дебютный сезон 8 матчей и забив 1 гол. В сезоне 2013/2014 вместе с командой добился выхода во вторую лигу. После ухода из команды в 2015 году, продолжил карьеру, выступая за другие клубы второй лиги «Хапоэль Бней-Лод» и «Хапоэль» Ришон-ле-Цион. В 2018 году Пелег подписал контракт с клубом высшей лиги «Бейтар». В его составе принял участие в двух отборочных матчах Лиги Европы УЕФА с грузинским клубом «Чихура», а также сыграл в трёх первых турах чемпионата Израиля, но затем выбыл из основного состава команды и зимой 2019 года был отдан в аренду в клуб второй лиги «Хапоэль Марморек». Летом того же года покинул «Бейтар» и продолжил играть во второй лиге. В сезоне 2020/21 стал победителем Лиги Леумит (D2) в составе клуба «Хапоэль» Ноф-ха-Галиль, но вновь остался во второй лиге, подписав летом 2021 года контракт с «Хапоэль» Кфар-Сава.

### Карьера в сборной
Дебютировал за сборную Гватемалы 4 июня 2021 года в матче отборочного турнира чемпионата мира 2022 против сборной Сент-Винсента и Гренадин, в котором Пелег отметился двумя голевыми передачами, а его команда победила со счётом 10:0.

## Достижения
«Хапоэль» Ноф-ха-Галиль
- Победитель Лиги Леумит: 2020/21